# Renault Express (2020)
Renault Express este o furgonetă și un vehicul de agrement (LAV) fabricat și comercializat de Renault din 2021. Este bazat pe Dacia Dokker.